# Bilijk
Bilijk (anciennement Première Nation de Kingsclear) est Première Nation malécite, dont le territoire se situe dans la province canadienne du Nouveau-Brunswick. Elle possède une réserve indienne : Kingsclear 6, ainsi que The Brothers 18, qui est gérée conjointement avec d'autres Premières Nations malécites, soit celles de Madawaska, Tobique et Woodstock.

## Histoire
Bilijk, anciennement Kingsclear et Indian Village en anglais et Seedansis (Petit-Sainte-Anne) en malécite-passamaquoddy, est fondé en 1794 après la vente d'Eqpahak. D'une superficie de 9 acres, le gouvernement provincial agrandit la réserve de 300 acres en 1816.

## Économie
Entreprise Central NB, membre du Réseau Entreprise, a la responsabilité du développement économique.

## Administration
| Mandat      | Fonctions   | Nom(s) |
| ----------- | ----------- | --- |
| 2010 - 2012 | Chef        | Paul Tomer |
| 2010 - 2012 | Conseillers | Barbara Atwin, Gabriel Atwin, Clint Francis, Frank Paul, Sarah Paul, Patrick Polchies, B. Michael Solomon, Francis Solomon Jr. |

|  | Indépendant | 2010- | Paul Tomer |

### Représentation et tendances politiques
Nouveau-Brunswick: Le territoire de la Première Nation de Kingsclear fait partie de la circonscription provinciale de Fredericton-Ouest-Hanwell, qui est représentée à l'Assemblée législative du Nouveau-Brunswick par Dominic Cardy, du Parti progressiste-conservateur, en poste depuis les élections de 2014.

## Vivre à Kingsclear
L'église St. Ann's est une église catholique romaine faisant partie du diocèse de Saint-Jean construit en 1904. Elle est détruite dans un incendie le 11 décembre 2011. Le bureau de poste le plus proche est à Fredericton.